# Phare de Prestenice
Le phare de Prestenice (en croate : Svjetionik Rt Prestenice) est un phare actif situé proche de Porozina (municipalité de Cres) dans le Comitat de Primorje-Gorski Kotar en Croatie. Le phare est exploité par la société d'État Plovput .

## Histoire
Le phare, construit en 1872 à l'entrée sud du golfe de Rijeka, marque le passage nord-ouest de l'île de Cres et de la péninsule d'Istrie. Il est érigé à environ 1.5 km au sud de Porozina.

## Description
Le phare  est une tour carrée de 13 m de haut, avec galerie et lanterne, sur une maison de gardien de deux étages en pierre. La tour est couleur pierre grise naturelle et la lanterne est blanche. Il émet, à une hauteur focale de 17 m, un long éclat blanc de deux secondes toutes les 10 secondes. Sa portée est de 10 milles nautiques (environ 19 km).
Identifiant : ARLHS : CRO-120 - Amirauté : E2802 - NGA : 12172 .

## Caractéristiques dufeu maritime
Fréquence : 10 secondes (W)
- Lumière : 2 secondes
- Obscurité : 8 secondes

|          |
| Le phare |

|                  |
| Golfe de Kvarner |

### Lien connexe
- Liste des phares de Croatie